# Навратил, Йозеф (певец)
Йозеф Навратил известный, как Ратили (чеш. Josef Navrátil ; 1840, Добшице близ Нимбурка, Австрийская империя — 1912, Тифлис, Российская империя) — чешский певец (тенор), хормейстер, фольклорист.

## Биография
Родом из крестьянской семьи. Изучал музыку в пражской и венской музыкальных школах. Работал школьным учителем музыки в Местец-Кралове, затем пел в хоре Временного театра в Праге (предшественнике пражского Национального театра). После ряда успешных выступлений был замечен специалистами, и ему предложили работу в финской национальной опере в Гельсингфорсе. Из Финляндии отправился в большой тур по Российской империи, два года жил и выступал в Мариинском театре Санкт-Петербурга, позже — в Грузии, где четыре года выступал в опере Тифлиса. В Грузии познакомился с местным народным полифоническим хоровым пением, которое вдохновило его навсегда поселиться в Грузии.
В ноябре 1886 года стал основателем первого профессионального хорового коллектива грузинской песни, которым позже руководил вместе с композитором Закария Палиашвили. Находясь в Грузии, собрал и записал ряд народных полифонических песен, что способствовало их спасению от забытья.
Автор нескольких песен на чешские музыкальные мотивы, которые стали популярными в Грузии.
Участвовал в создании Грузинской национальной оперы.
Умер в 1912 году в Тбилиси. Похоронен на тбилисском Кукийском кладбище.